# Seconda zecca imperiale
La seconda zecca imperiale romana fu creata nel 15 a.C. a Lugdunum (l'attuale Lione) quando l'imperatore Augusto riorganizzò la monetazione imperiale con la sua riforma monetaria. La zecca divenne una delle più grandi dell'Impero romano e batté numerosi tipi di monete romane.

## Storia
Una zecca fu creata a Lugdunum nel 43 a.C., anno di fondazione della città romana da parte di Lucio Munazio Planco. Si conosce un quinario coniato da Marco Antonio nel 43 a.C. ed un dupondio con i busti addossati di Cesare e d'Ottaviano nel 36 a.C.. Questa prima zecca fu promossa al rango di zecca imperiale nel 15 a.C.
La zecca non ha lasciato che poche tracce, è comunque probabile che si trovasse sulla collina di Fourvière, nel quartiere lionese di Saint-Just. La grotte Bérelle, la grande cisterna sotterranea (16 × 15 × 3,6 metri, per ca. 440 m3 di volume) che si trova vicino al liceo Saint-Just, potrebbe essere la riserva d'acqua della caserme della coorte urbana addetta alla guardia della zecca.
In effetti, l'iscrizione epigrafica della tombe di un legionario ha rivelato che questi aveva prestato servizio alla cohors XVII lugdunensis ad monetam; questa dizione mostra il ruolo particolare della cohorte, che era addetta alla sicurezza della zecca.
Le prime emissioni furono battute sotto i generali romani Lucio Munazio Planco, Marco Antonio e Ottaviano Augusto. Quando Ottaviano divenne l'imperatore Augusto, dal 27 a.C., la zecca cambia dimensioni per rifornire il soldo ai militari acquartierati in Gallia e nella regione del Reno, evitando che ingenti quantità di denaro debbano essere trasferite direttamente dalla zecca di Roma.
La zecca chiude nel 78, per riaprire, ma solo temporaneamente, nel 197, sotto Clodio Albino. Bisognerà attendere la fine del III secolo sotto Aureliano, probabilmente nel 274, perché la zecca riprenda realmente il suo servizio, di produrre le monete necessarie a pagare le legioni in questi periodi travagliati.
La zecca gioca nuovamente un ruolo fondamentale per la produzione di monete ufficiali dell'Impero. Ma dal 294 il potere imperiale decide di creare una zecca a Treviri, e quella di Lione viene così ad assumere il rango di zecca complementare. Le attività di produzione proseguono durante il IV secolo e fino agli inizi del V secolo, verso il 413.

## Inventario delle coniazioni
Segue un inventario delle più importanti coniazioni della zecca di Lugdunum dalla sua fondazione nel 43 a.C. e dopo la sua trasformazione in zecca imperiale nel 15 a.C. fino alla sua chiusura, avvenuta nel 413.
- quinario di Marco Antonio del 43 a.C. ,
- dupondio con i busti addossati di Cesare ed Ottaviano circa 36 a.C. (, , , )
- aureo di Augusto con l'Apollo di Azio (15 a.C.)
- denario di Augusto con l'Apollo di Azio (15 a.C.)
- aureo di Augusto con i principes iuventutis (2 a.C. – 12 d.C. ?)
- denario di Augusto con i principes iuventutis (2 a.C. – 12 d.C. ?)
- sesterzio di Augusto con santuario federale delle Tre Gallie, detto dell'"altare di Lione" (10 – 14)
- dupondio di Augusto con santuario federale delle Tre Gallie, detto dell'"altare di Lione" (10 – 14)
- asse di Augusto con santuario federale delle Tre Gallie, detto dell'"altare di Lione" (10 – 14)
- semisse di Augusto con santuario federale delle Tre Gallie, detto dell'"altare di Lione" (10 – 14)
- quadrante di rame di Augusto con santuario federale delle Tre Gallie, detto dell'"altare di Lione" (10 – 14)
- asse di Tiberio detto dell'"altare di Lione" (10)
- denario di Tiberio del tipo Pontefice Massimo (durante tutto il periodo 14 – 37)
- quinario aureo di Tiberio del 28
- denario di Caligola con la testa radiata del Divo Augusto, ca. 37
- quadrante di Claudio, ca. 45
- aureo di Nerone e d'Agrippina, nel 55
- sesterzio di Nerone, nel 65.
- asse di Nerone con l'Ara Pacis, nel 66
- denario di Vitellio con Marte nel 69
- aureo di Vespasiano, nel 73
- asse di Vespasiano del tipo dell'equità (77 – 78);
- denario di Clodio Albino con due diversi rovesci 196 – 197;